# Arash Vakili
Arash Vakili (Teheran, 23 september 1990) is een Iraans beachvolleyballer.

## Carrière
Vakili debuteerde in 2016 met Behnam Tavakoli bij het Open-toernooi van Kish in de FIVB World Tour. Het jaar daarop vormde hij een team met Abbas Pourasgari. Het tweetal eindigde als zeventiende in Kish en nam deel aan twee toernooien in de AVC Beach Tour. Daarnaast bereikten ze de achtste finale bij de Aziatische kampioenschappen waar het Chinese duo Ha Likejiang en Bao Jian te sterk was. Begin 2018 speelden het tweetal twee wedstrijden in de World Tour met een vijfde plaats in Oman als beste resultaat. Vervolgens wisselde Vakili van partner naar Bahman Salemi met wie hij datzelfde jaar nog actief was op zes toernooien in de World Tour. Daarbij haalden ze tweemaal het podium; in Bandar Torkaman werd gewonnen en in Bandar Anzali eindigden ze als tweede. Bij de AK in Satun werden ze eveneens tweede achter het Qatarese duo Ahmed Tijan en Cherif Younousse en bij de Aziatische Spelen in Palembang werden ze door hetzelfde tweetal in de kwartfinale uitgeschakeld. Het jaar daarop namen Vakili en Salemi deel aan vijf reguliere FIVB-toernooien met een derde plaats in Bandar Torkaman als beste resultaat. Bij de AK in Maoming kwamen ze niet verder dan de achtste finale tegen Wu Jiaxin en Ha Likejiang uit China. Bij de WK in Hamburg bereikte het duo de zestiende finale waar de Italianen Paolo Nicolai en Daniele Lupo in drie sets te sterk waren. In 2020 behaalden ze een tweede plaats in Qishm en eindigden ze als negende bij de AK in Udon Thani nadat de achtste finale verloren werd van de Kazachen Aleksandr Djatsjenko en Aleksej Sidorenko. Het daaropvolgende seizoen nam het duo nog deel aan het FIVB-toernooi van Sofia.

## Palmares
Kampioenschappen
- 2018:  AK

FIVB World Tour
- 2018:  1* Bandar Torkaman
- 2018:  1* Bandar Anzali
- 2019:  1* Bandar Torkaman
- 2020:  1* Qishm